# FXYD3
FXYD3 (англ. FXYD domain containing ion transport regulator 3) – білок, який кодується однойменним геном, розташованим у людей на короткому плечі 19-ї хромосоми. Довжина поліпептидного ланцюга білка становить 87 амінокислот, а молекулярна маса — 9 263.
| 10         |  | 20         |  | 30         |  | 40         |  | 50         |
| ---------- |  | ---------- |  | ---------- |  | ---------- |  | ---------- |
| MQKVTLGLLV |  | FLAGFPVLDA |  | NDLEDKNSPF |  | YYDWHSLQVG |  | GLICAGVLCA |
| MGIIIVMSAK |  | CKCKFGQKSG |  | HHPGETPPLI |  | TPGSAQS    |  |            |

A: Аланін

C: Цистеїн

D: Аспарагінова кислота

E: Глутамінова кислота

F: Фенілаланін

G: Гліцин

H: Гістидин

I: Ізолейцин

K: Лізин

L: Лейцин

M: Метіонін

N: Аспарагін

P: Пролін

Q: Глутамін

S: Серин

T: Треонін

V: Валін

W: Триптофан

Кодований геном білок за функціями належить до іонних каналів, хлорних каналів. 
Задіяний у таких біологічних процесах, як транспорт іонів, транспорт, альтернативний сплайсинг. 
Білок має сайт для зв'язування з хлоридом. 
Локалізований у мембрані.